# Jack Ma
Ma Yun eller Jack Ma, född 10 september 1964 i Hangzhou i Zhejiang, är en kinesisk företagsledare som är grundare av och styrelseordförande för det kinesiska IT-konglomeratet Alibaba Group Holding Limited. Han var även vd för Alibaba mellan 1999 och 2013.
Ma avlade en kandidatexamen i engelska vid Hangzhou Normal University.
Den amerikanska ekonomitidskriften Forbes rankade honom som världens 31:a rikaste med en förmögenhet på 42,6 miljarder amerikanska dollar för den 26 oktober 2021.